# Longchamp, Haute-Marne
Longchamp är en kommun i departementet Haute-Marne i regionen Grand Est (tidigare regionen Champagne-Ardenne) i nordöstra Frankrike. Kommunen ligger i kantonen Clefmont som tillhör arrondissementet Chaumont. År 2022 hade Longchamp 59 invånare.

## Befolkningsutveckling
Antalet invånare i kommunen Longchamp
| Referens: INSEE |